# Тарасовка (Казанковский район)
Тарасовка (укр. Тарасівка) — село в Казанковском районе Николаевской области Украины.
Основано в 1865 году. Население по переписи 2001 года составляло 56 человек. Почтовый индекс — 56023. Телефонный код — 5164. Занимает площадь 0,43 км².

## Местный совет
56023, Николаевская обл., Казанковский р-н, с. Николо-Гулак, ул. Больничная, 1